# Karl Höger (Politiker)

Karl Höger, vor 1913

Karl Höger (* 3. Oktober 1847 in Wien; † 17. Oktober 1913 ebenda) war Buchdrucker, Redakteur, Gewerkschafter und Abgeordneter zum Österreichischen Abgeordnetenhaus.

## Leben
Karl Höger war uneheliches Kind der Maria Höger. Sein Pflegevater war Josef Krämer, einem Diener am Theresianum. Er besuchte eine Volksschule in Wien und machte danach von 1859 bis 1865 eine Buchdruckerlehre in Wien. Danach war er bis 1905 Buchdrucker, Setzer, Metteur, Korrektor und Revisor, zuletzt im Verlag des Vorwärts in Wien. Von 1877 bis 1883 war er auch Redakteur des Vorwärts. Ab 1891 war er Mitarbeiter und ab 1905 angestellter Redakteur, ab 1913 sogar Chefredakteur der Volkstribüne in Wien.
Von 1881 bis 1883 war er Obmann-Stellvertreter des Vereins der Buchdrucker und Schriftgießer Niederösterreichs in Wien. Von 1890 bis 1894 war er Obmann des Gehilfenausschusses der Buchdrucker in Wien und von 1894 bis 1897 Obmann des Verbands der österreichischen Buchdruckervereine.
Als Funktionär des niederösterreichischen Buchdruckervereins setzte er sich bei der Gewerbeenquete 1883 mit allem Nachdruck für das Verbot der Kinderarbeit, die Beschränkung der Jugendarbeit, das Verbot der Sonntagsarbeit sowie die Sechzigstundenwoche ein.
Er war zunächst römisch-katholisch, aber ab 1899 konfessionslos und ab 1875 verheiratet mit Rosalia (Rosa) Halmschlager († 21. Oktober 1913), mit der er eine Tochter hatte.

## Politische Funktionen
Karl Höger war vom 16. Juli 1907 bis zum 30. März 1911 Abgeordneter des Abgeordnetenhauses im Reichsrat (XI. Legislaturperiode) und vertrat dort für das Kronland Steiermark die Kurie Steiermark 4 (Städte Graz IV. Bezirk (Lend), Andritz, Eggenberg, Gösting, Gratwein, Judendorf-Straßengel, St. Stefan am Gratkorn). Er bekam sein Mandat aufgrund des Mandatsverzichts von Hans Resel.

## Klubmitgliedschaften
Karl Höger war Mitglied im Klub der deutschen Sozialdemokraten im Verband der sozialdemokratischen Abgeordneten.

## Sonstiges
Nach ihm wurde in Wien im 11. Bezirk (Simmering) der „Karl-Höger-Hof“ benannt (⊙).